# Helena Prečanová
Helena Prečanová (* 10. května 1937, Poprad) je historička a archivářka. V minulosti byla aktivní účastnice odboje a odporu proti komunismu.

## Život
Helena Prečanová se narodila ve slovenském Popradu. Původně měla být operní zpěvačkou, ale stala se historičkou a archivářkou na vlastní pěst.
V 80. letech bydlela se svým manželem Vilémem Prečanem v severním Německu. Organizovala pohyb zásilek přes hranice, starala se o sklad knih, byla v kontaktu s pracovníky zahraničních ambasád, kteří využívali diplomatického pásu k převážení zásilek.
Přátelila se mj. s Jiřinou Šiklovou, se kterou vedla bohatou korespondenci. Šiklová v roce 2010 zmínila Helenu Prečanovou jako jednou z nejaktivnějších osob československého odboje, která je však dnes (podobně jako většina žen) zapomenutá.
Dne 11. prosince 2015 jí Ministerstvo obrany České republiky udělilo vyznamenání za její aktivní činnost proti komunistickému režimu.